# Smaragdenstadt-Bücher
Die Smaragdenstadt-Bücher (auch: Zauberland-Reihe oder Wunderland-Reihe) ist eine Kinderbuch-Reihe, die auf sechs Märchenerzählungen des russischen Schriftstellers Alexander Wolkow basiert.

## Details
Die erste Erzählung erschien erstmals 1939 in der Sowjetunion als Der Zauberer der Smaragdenstadt und ist eine Nacherzählung von Lyman Frank Baums Kinderbuch Der Zauberer von Oz. Seit einer Neuauflage im Jahr 1959 illustrierte Leonid Wladimirski die Geschichten. In den Folgejahren erschienen das Buch und seine Fortsetzungen in nahezu allen Ostblockstaaten und vielen weiteren Ländern. Ab 1993 wurde die Reihe von anderen Autoren fortgesetzt, darunter von Klaus und Aljonna Möckel unter dem Pseudonym Nikolai Bachnow. Übersetzer der ersten fünf Bände der Reihe aus der Feder Wolkows ist Lazar Steinmetz.

## Zauberland-Reihe
- (00) Sergej Suchinow – Goodwin der Schreckliche
- (01) Alexander Wolkow – Der Zauberer der Smaragdenstadt
- (02) Alexander Wolkow – Der schlaue Urfin und seine Holzsoldaten
- (03) Alexander Wolkow – Die sieben unterirdischen Könige
- (04) Alexander Wolkow – Der Feuergott der Marranen
- (05) Alexander Wolkow – Der gelbe Nebel
- (06) Alexander Wolkow – Das Geheimnis des verlassenen Schlosses
- (07) Jurij Kusnezow – Der Smaragdenregen
- (08) Jurij Kusnezow – Die Gefangenen des Korallenriffs
- (09) Jurij Kusnezow – Die Riesin Arachna
- (10) Nikolai Bachnow – In den Fängen des Seemonsters
- (11) Nikolai Bachnow – Die Schlange mit den Bernsteinaugen
- (12) Nikolai Bachnow – Der Schatz der Smaragdenbienen
- (13) Nikolai Bachnow – Der Fluch des Drachenkönigs
- (14) Nikolai Bachnow – Die falsche Fee
- (15) Nikolai Bachnow – Die unsichtbaren Fürsten
- (16) Nikolai Bachnow – Der Hexer aus dem Kupferwald
- (17) Nikolai Bachnow – Das gestohlene Tierreich

## Weitere Abenteuer aus der Smaragdenstadt
Von 1997 bis 2004 erschien im russischen Verlag Armada eine zehnbändige Märchenserie zur Smaragdenstadt-Reihe, geschrieben von Sergej Suchinow: Weitere Abenteuer aus der Smaragdenstadt. Diese Serie bietet eine eigenständige Fortsetzung der bekannten Geschichten Baums und Wolkows. Ausgangsbasis dieser zehn Bände ist der erste Band der Wolkow-Reihe „Der Zauberer der Smaragdenstadt“. Die Folgebände hat Suchinow vernachlässigt und so ein weiteres paralleles Wunderland geschaffen. Diese Bände sind in Deutschland bisher nicht erschienen.
1. Дочь Гингемы – Gingemas Tochter (1997)
2. Фея Изумрудного города – Die Fee der Smaragdenstadt (1997)
3. Секрет волшебницы Виллины – Das Geheimnis der Zauberin Willina (1997)
4. Меч чародея – Das Schwert des Zauberers (1998)
5. Вечно молодая Стелла – Die ewig junge Stella (1998)
6. Алхимик Парцелиус – Parzelius, der Alchemist (1999)
7. Битва в Подземной стране – Die Schlacht im Unterirdischen Land (2000)
8. Король Людушка – König Ludushka (2002)
9. Чародей из Атлантиды – Der Hexenmeister von Atlantis (2002)
10. Рыцари Света и Тьмы – Die Ritter des Lichts und des Schattens (2004)

## Märchen aus dem Zauberland
Eine weitere Reihe mit Büchern von Sergej Suchinow, die sich vorwiegend an Kinder richtet, erschien im Jahr 2000 in Russland. Diese Bände sind in Deutschland ebenfalls nicht erschienen.
1. Корина – ленивая чародейка – Korina – die faule Zauberin (2000)
2. Корина и Людоед – Korina und Ludushka (2000)
3. Ученик волшебницы Виллины – Der Schüler der Zauberin Willina (2000)
4. Маленький дракон – Der kleine Drachen (2000)
5. Хрустальный остров – Die Kristallinsel (2000)
6. Корина и волшебный единорог – Korina und das verzauberte Einhorn (2000)
7. Трое в заколдованном лесу – Drei im verzauberten Wald (2000)
8. Черный Туман – Der schwarze Nebel (2000)
9. Повелитель Летучих обезьян – Der Herr der fliegenden Affen (2000)

## Zauberland-Bilderbuch
- Alexander Wolkow: Die Reise nach Smaragdenstadt. leiv Leipziger Kinderbuchverlag, Leipzig 2005, ISBN 3-89603-243-7.
- Alexander Wolkow: Goodwin, der grosse und schreckliche Zauberer. leiv Leipziger Kinderbuchverlag, Leipzig 2005, ISBN 3-89603-244-5.
- Alexander Wolkow: Das Geheimnis des goldenen Hutes. leiv Leipziger Kinderbuchverlag, Leipzig 2005, ISBN 3-89603-245-3.
- Alexander Wolkow: König Urfin und seine Holzsoldaten. leiv Leipziger Kinderbuchverlag, Leipzig 2006, ISBN 3-89603-274-7.

## Chronologische Entwicklung der Ereignisse im Zauberland
Als „Stunde 0“ in der Zeitschiene gelten die Ereignisse des Buches Der Zauberer der Smaragdenstadt. Die Bezeichnung ist dementsprechend v.Z. bzw. n.Z.
- 6000–7000 Jahre v.Z. Hurrikap schafft das Zauberland
Die sieben unterirdischen Könige
- ungefähr 5000 v.Z. Arachna wird von Hurrikap in einen Zauberschlaf versetzt
Der gelbe Nebel,
- 1000 Jahre v.Z. Bofaro versucht, seinen Vater zu stürzen; Besiedlung des unterirdischen Landes
Die sieben unterirdischen Könige
- 200–100 Jahre v.Z. Die vier Zauberinnen Gingema, Bastinda, Willina und Stella teilen das Zauberland untereinander auf
 Die sieben unterirdischen Könige
- 28 Jahre v.Z. Goodwin kommt in das Zauberland und baut im Zentrum des Landes die Smaragdenstadt
Der gelbe Nebel,
- 0 Elli kommt das erste Mal in das Zauberland, Auftauchen des Scheuchs, des Eisernen Holzfällers und des Tapferen Löwen, Tod Gingemas und Bastindas, Goodwins Verlassen des Zauberlandes mittels eines Heißluftballons
Der Zauberer der Smaragdenstadt
- 1 n.Z. Urfins erster Versuch, die Herrschaft des Zauberlandes zu übernehmen, Ellis zweite Reise in das Zauberland, Ausrottung der Säbelzahntiger durch die Holzsoldaten
Der schlaue Urfin und seine Holzsoldaten
- 1–2 n.Z. Ruf Bilan flüchtet in das unterirdische Land, Ende der Herrschaft der sieben unterirdischen Könige, Ellis dritte und letzte Reise in das Zauberland
Die sieben unterirdischen Könige
- 11 Jahre n.Z. Urfins zweiter Versuch, das Zauberland zu erobern, Anns erste Reise in das Zauberland, der letzte Säbelzahntiger des Zauberlandes verendet
Der Feuergott der Marranen
- 12 Jahre n.Z. Arachna erwacht aus dem Zauberschlaf und versucht, das Zauberland zu erobern, Anns zweite Reise in das Zauberland
Der gelbe Nebel,
- 14 Jahre n.Z. Landung der Außerirdischen, Anns dritte Reise in das Zauberland
Das Geheimnis des verlassenen Schlosses

## Hörbücher
- Der Zauberer der Smaragdenstadt. 2006, ISBN 3-8337-1533-2.
- Der schlaue Urfin und seine Holzsoldaten. 2007, ISBN 978-3-8337-1853-3.
- Die sieben unterirdischen Könige. 2006, ISBN 3-8337-1668-1.
- Der Feuergott der Marranen. 2008, ISBN 978-3-8337-2086-4
- Der gelbe Nebel. 2007, ISBN 978-3-8337-1964-6.
- Das Geheimnis des verlassenen Schlosses. 2011, ISBN 978-3-8337-2715-3.

## Sekundärliteratur
- Überall ist Zauberland. (Lexikon), Leipzig 1998, ISBN 3-89603-007-8.
- Michael Patrick Hearn (Hrsg.): Alles über den Zauberer von Oz von L. Frank Baum. Europa Verlag, Hamburg 2003, ISBN 3-203-75550-5. Enthält auch Smaragdenstadt-relevantes Material.